# Heegan Football Club
El Heegan FC (conegut com a Somali Police FC fins 2013) és un club de Somàlia de futbol de la ciutat de Horseed. El seu color és el blau fosc.

## Palmarès
- Lliga somali de futbol:[3]
  - 1967, 2015